# レイ・ネイギン
クラレンス・レイ・ネイギン・ジュニア（英語：Clarence Ray Nagin, Jr.、1956年6月11日 - ）は、アメリカ合衆国の政治家。第60代ニューオーリンズ市長を務めた。

## 来歴
1956年6月11日にルイジアナ州ニューオーリンズでクレオールの家系に誕生した。幼児期を市内のセブンス・ワード（第7区）で過ごしたのち、1970年代初頭にアルジアーズ地区のニューオーロラへ引っ越した。1974年にO.ペリー・ウォーカー高校を卒業し、1978年にアラバマ州のタスカギー大学において会計学を専攻して理学士号を取得した。1994年にはチューレーン大学で経営学修士号を取得している。

### 政界の経験

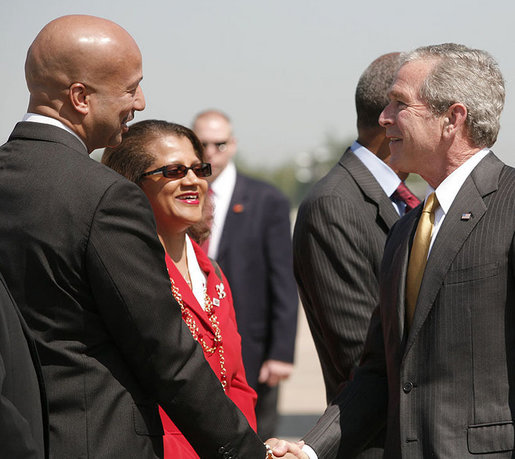
ジョージ・W・ブッシュ大統領と会うネイギン夫妻 (2008年4月)

2002年の市長当選以前に政界の経験は無く、前職はコックス・エンタープライゼズのケーブルテレビ子会社、コックス・コミュニケーションズのヴァイスプレジデント兼ゼネラルマネージャーだった。BBCニュースを含む複数のメディアは、ネイギンが成人した後の人生の大半を共和党員として過ごしており、民主党へは出馬直前の鞍替えだったとしていた。
2006年1月13日のタヴィス・スマイリー・ショーにおけるインタビューでネイギンはこの噂を否定し「自分は共和党員だったことは無く、ずっと民主党員だった」と語った。この発言を受け、いくつかのメディアは前言を撤回した。但しネイギンはビリー・トージン下院議員、ジョン・ブロー、J.ベネット・ジョンストン両上院議員らを含む両党の候補者に対して定期的に献金を行った実績はある。

## 家族
妻のセレサ・スミス・ネイギン（ニューオーリンズ大学卒業）には3人の子息（ジェレミー、ジャリン、ティアナ）がいる。

## その他
民主党の市長であったマーク・モリアルの後継者として選挙に出馬し、2002年3月2日に当選した。2006年に再選され、2010年5月3日まで2期8年に亘って60代目ニューオーリンズ市長を務めた。在任中の2005年にハリケーン・カトリーナでにニューオーリンズ地域が大きな被害を被り、その対応に関連して世界の注目を集めた。

## 逮捕・服役
2014年9月に、いくつかの金融犯罪や汚職に関与したとして、懲役10年と罰金及び損害賠償58万5000ドルを言い渡され、テキサス州テクサーカナの連邦刑務所に収監された。2020年にコロナパンデミックが発生した事で、刑務所内の感染対策の観点から、2020年5月現在は在宅収監形式で服役中。